# Clara Drews
Clara Drews (* 24. April 2000) ist eine deutsche Synchronsprecherin.

## Leben
Drews machte ihr Abitur in Berlin-Marienfelde an der Gustav-Heinemann-Oberschule. Ihr älterer Bruder Linus Drews ist auch Synchronsprecher.

## Synchronisation (Auswahl)

### Filme
- 2011: Late Bloomers als Carolyn für Iona Warne
- 2012: Apartment 1303 als Emily für Madison McAleer
- 2012: Flicka 3 – Beste Freunde als Nina Meyers für Lily Pearl Black
- 2012: The Magic of Belle Isle – Ein verzauberter Sommer als Finnegan O'Neil für Emma Fuhrmann
- 2012: Ein ganz neues Leben (Yeo-haeng-ja oder A Brand New Life) als Sookhee für Do Yeon Park
- 2013: Felix als Zanele Xaba für Okwethu Banisi
- 2013: Fünf in der Wildnis (Min søsters børn i Afrika) als Julie für Clara Rugaard-Larsen
- 2014: Cowgirls and Angels 2: Dakotas Pferdesommer (Dakota's Summer) als Summer für Jade Pettyjohn
- 2015: Maggies Plan (Maggie’s Plan) als Justine für Mina Sundwall
- 2018: Skin als Sierra für Kylie Rogers
- 2019: La influencia – Böser Einfluss als Nora für Claudia Placer
- 2020: Mignonnes als Coumba für Esther Gohourou
- 2023: The Marvels als Kamala Khan / Ms. Marvel für Iman Vellani
- 2024: Rückkehr der Thundermans als Nora Thunderman für Addison Riecke
- 2025: How to train your Dragon als Astrit Hofferson für Nico Parker

### Serien
- 2006–2012: Eureka – Die geheime Stadt als junge Jo für Jessica Gonzales
- 2008–2014: True Blood als Emma Garza für Chloe Noelle
- 2015–2019: Dora als Isa für Ashley Fleming
- 2009–2019: Modern Family, Episoden 5/14 und 5/16 als Rhonda für Arden Belle; Episode 9/7 als Abby für Amanda Mayfield; Episode 9/18 als Christina für Alyssa de Boisblanc
- 2009–2020: Dino-Zug als Shiny für Erika-Shaye Gair
- 2011: Desperate Housewives, Staffel 7 als Grace Sanchez für Cecilia Balagot
- 2011: Lauras Stern (Zeichentrickserie) als Sophie
- 2012: Ein Fall für Annika Bengtzon, Episode „Kalter Süden“ als My Söderström für Nelly Lundahl
- 2012–2013: Apartment 23 als Kim für Taylar Hollomon
- 2012–2018: Nashville als Daphne Conrad für Maisy Stella
- 2013–2018: Vikings als 2. Stimme von Gyda Lothbrok für Ruby O’Leary
- 2014–2016: Hank Zipzer als Zoe für Mia Clifford
- 2015–2019: Crazy Ex-Girlfriend als junge Rebecca Bunch für Ava Acres
- 2015–2021: Supergirl als junge Kara Zor-El für Malina Weissman
- 2016–2019: The Detour als Delilah Parker für Ashley Gerasimovich
- 2017–2018: The Mick als Steffi für Nadia Ryann Singleton
- 2017–2020: Spirit: wild und frei als Daisy McWane für Allie Urrutia
- 2018: Mirai Nikki (Anime) als Orin Miyashiro
- 2018–2021: Il Cacciatore: The Hunter als junge Giada Stranzi für Selene Caramazza
- 2018–2021: Narcos: Mexico als Scarlet Buehl für Paula Schut
- 2019: Kabaneri of the Iron Fortress, Film 3: The Battle of Unato (Anime) als Kajika
- 2019: Ultramarine Magmell (Anime) als Zero
- 2019: Modern Love, Episode 4 als Nancy für Arden Wolfe
- 2019: GO! Sei du selbst als Laura
- 2019–2023: Zuhause bei Raven als 2. Stimme von Nia Baxter für Navia Ziraili Robinson
- 2020: Extracurricular als Bae Gyu-ri für Park Ju-hyun
- 2020–2022: Raised by Wolves als Tempest für Jordan Loughran
- 2021: Navy CIS: New Orleans für Alie Urquhart als Beth Hogan
- 2022: Ms. Marvel als Kamala Khan / Ms. Marvel für Iman Vellani